# Pont de Saratov
Ne doit pas être confondu avec Nouveau pont de Saratov.
 (juin 2017).
Si vous disposez d'ouvrages ou d'articles de référence ou si vous connaissez des sites web de qualité traitant du thème abordé ici, merci de compléter l'article en donnant les références utiles à sa vérifiabilité et en les liant à la section « Notes et références ».
Le pont de Saratov (en russe : Саратовский мост) est un pont à poutres en porte-à-faux situé en  Russie. Ce pont routier franchit la Volga et relie Saratov à Engels. À son inauguration en 1965 le pont de Saratov était le plus long pont d'Europe (2 803,7 mètres).
Depuis la colonisation de la région le besoin d'un pont reliant la rive droite et la rive gauche de la Volga s'était fait sentir. Mais les techniques disponibles à l'époque ne permettaient pas de franchir le fleuve qui à cet endroit fait plusieurs kilomètres de large.
Le pont construit en 1965 traverse la Volga à l'endroit où celle-ci est la plus resserrée et relie les centres-villes de Saratov et Engels. Le pont offre plusieurs voies dans chaque sens. Jusqu'en 2002 il était parcouru par une ligne de trolleybus aujourd'hui remplacée par des bus.
La partie du pont franchissable par les navires est constituée de 5 travées dont la largeur est respectivement de 106, 166, 166, 166 et 106 mètres. Le tirant d'air est compris entre 20 et 70 mètres.
Le pont est construit en béton précontraint.

## Histoire
Dès que la région fut colonisée, l’idée d'un pont reliant les deux villages de part et d’autre de la Volga s’était imposée, mais les difficultés techniques et l’immense largeur du fleuve à cet endroit semblaient un défi insurmontable.
Vers 1900, la compagnie de chemin de fer Riazan-Oural (Рязанско-Уральская железная дорогa) démarcha les autorités régionales aussi bien que la ville pour financer la jonction de son réseau de part et d'autre de la Volga. Il s’éleva des débats houleux sur le choix du point de franchissement: directement sur le centre-ville ou plutôt au passage le plus étroit (soit environ 14 km en aval, au sud du village d'Ouvek, aujourd’hui rattaché à la commune de Saratov). Entretemps, de nouvelles variantes furent prises en considération, si bien que l’adoption du projet était sans cesse remise.
Le 25 mars 1917, le gouvernement provisoire adopta finalement le projet d'un double viaduc (routier et ferroviaire) aboutissant directement au centre-ville. En juillet 1917, une commission trouva que la construction de ponts dédoublés (pont routier en ville et pont de chemin de fer en aval) serait plus économique, mais la mise en œuvre dut empêchée par la Révolution d'Octobre et la guerre civile, et après le refus de nouvelles variantes (entre autres un projet de tunnel), les premiers travaux sur le viaduc ferroviaire, en aval, furent enfin engagés en 1926. La construction du pont proprement dit démarra en 1930, et le 17 mai 1935 le premier viaduc, long de 1 700 m était inauguré.
Et ainsi le ferry que la compagnie de chemin de fer Riazan-Oural exploitait depuis 1896 cessa ses activités.
Depuis 2009, un autre viaduc double celui-ci, destiné au grand contournement de Saratov et d'Engel.